# Osbert Salvin

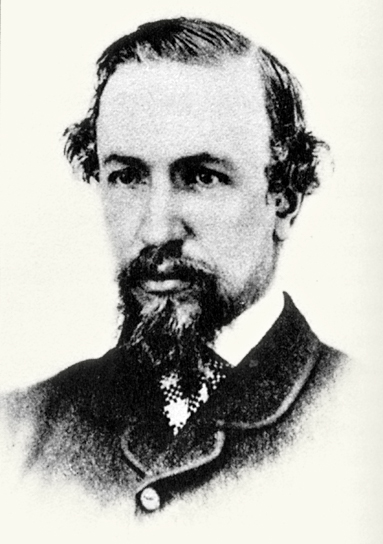
Osbert Salvin.

Osbert Salvin FRS (25 tháng 2 năm 1835 – 1 tháng 6 năm 1898) là một nhà tự nhiên học người Anh, ông nổi tiếng khi là đồng tác giả của quyển Biologia Centrali-Americana (1879–1915) với Frederick DuCane Godman. Đây là quyển bách khoa toàn thư thứ 25 về lịch sử tự nhiên của Trung Mỹ.